# Crocidura baluensis
Crocidura baluensis — вид із родини Soricidae. Він ендемічний для гори Кінабалу на Борнео та її сестринської вершини, гори Тамбуюкон.

## Поширення і середовище проживання
Батьківщиною є гора Кінабалу, де вона населяє гірські дощові ліси (так звані хмарні ліси) і високогірні субальпійські чагарники та альпійські луки на висоті від 1600 до 3700 метрів. Він зустрічається в первинних лісах, деградованих і вторинних лісах і чагарниках.
Він також зустрічається на гірських луках Келабітського нагір’я на висоті вище 1000 метрів.